# Oopristus turkestanicus
Oopristus turkestanicus is een vliesvleugelig insect uit de familie Torymidae. De wetenschappelijke naam is voor het eerst geldig gepubliceerd in 1929 door Skriptshinsky.